# Hermann von Lobdeburg
Hermann von Lobdeburg (mort le 2 mars 1254 à Wurtzbourg) est évêque de Wurtzbourg de 1225 à sa mort.

## Biographie
Hermann vient de la famille noble de Lobdeburg comme le château du même nom (de), près de Lobeda (de) (aujourd'hui quartier d'Iéna), dans la Marche Sorabe. Avec son oncle Otto von Lobdeburg, évêque de Wurtzbourg de 1207 à 1223, et parent de Konrad von Querfurt, évêque de 1198 à 1202, il s'agit d'une famille très influente dans le développement de l'évêché de Wurtzbourg dans la première moitié du XIIIe siècle. Herman von Lobdebourg est notamment à l'origine de la fondation des couvents d'Unterzell.
Hermann von Lobdeburg renforce son développement territorial en renforçant le système seigneurial. Il utilise une variété de tactiques qui le fait passer pour quelqu'un de prudent mais aussi de controversé.
Il met fin à la vendetta entre les comtes de Henneberg (de), Rieneck (de), Castell et les nouveaux comtes du duché de Méranie.
De même, il parvient à faire de l'évêché un fief catholique en ralliant le comté de Botenlauben, le domaine de Hiltenburg (de), propriété des Trimberg.
L'évêque Hermann isole le burgraviat de Wurtzbourg, notamment au nord du territoire. En conflit, il se rend à l'abbaye de Fulda et, contre l'avis de l'évêque de Bamberg Eckbert von Andechs-Meranien, va utiliser les armes.
Il soutient également l'ordre de chevalerie, l'installation des franciscains et des dominicains, tout en refusant à ces derniers le prêche et des prêtres. Il crée de nouveaux couvents de cisterciennes comme Himmelspforten (de) et Maidbronn (de), et de Prémontrés à Unterzell, ainsi que des moines mendiants qui renforcent sa position de prince-évêque.
Par ailleurs, Hermann von Lobdeburg est un soutien affirmé des Staufer au sein du Saint-Empire romain germanique. Comme son prédécesseur et son oncle Otto, il est un confesseur du jeune prince Henri. Il l'accompagne lors de voyages, notamment en Italie en 1226 et également à Worms.
Quand Henri se révolte contre son père l'empereur Frédéric II, après cet échec, Hermann von Lobdeburg est désigné comme l'un des cerveaux avec l'évêque de Worms, Landolf von Hoheneck (de), et doit rendre des comptes auprès du pape Grégoire IX. Le grand maître de l'ordre Teutonique Hermann von Salza témoigne en sa faveur.
Au cours du conflit opposant l'empereur, le pape et les Lombards, Hermann von Lobdeburg soutient l'empereur. En 1238, il lève une armée pour aller en Italie. Henri le Raspon et lui deviennent ses conseillers. Dans le conflit opposant le pape Innocent IV et le roi Conrad IV, il soutient le roi. Plus tard, il soutiendra l'élection de Guillaume de Hollande.

## Source, notes et références
- Notices d'autorité :   - VIAF
  - GND

- (de) Cet article est partiellement ou en totalité issu de l’article de Wikipédia en allemand intitulé « Hermann I. von Lobdeburg » (voir la liste des auteurs).
- (de) Franz Xaver von Wegele, « Hermann I., Fürstbischof von Wirzburg », dans Allgemeine Deutsche Biographie (ADB), vol. 12, Leipzig, Duncker & Humblot, 1880, p. 158-162
- (de) Alfred Wendehorst, « Hermann I. von Lobdeburg », dans Neue Deutsche Biographie (NDB), vol. 8, Berlin, Duncker & Humblot, 1969, p. 644 (original numérisé).